# Heteropterys sericea
Heteropterys sericea là một loài thực vật có hoa trong họ Malpighiaceae. Loài này được (Cav.) A.Juss. mô tả khoa học đầu tiên năm 1833.